# Санта Фе
Вижте пояснителната страница за други значения на Санта Фе.
Са̀нта Фе (на испански: Santa Fe) е град в Аржентина, разположен в Източна Аржентина, на река Саладо. По данни от преброяването през 2009 г. е с население 556 478 души. Санта Фе е столица на провинция Санта Фе.

## История
Първите сведения за града датират от 1573 г.

## Личности
- Карлос Монсон (1942-1995), аржентински боксьор-професионалист